# Chrysolina borochorensis
Chrysolina borochorensis là một loài bọ cánh cứng trong họ Chrysomelidae. Loài này được Lopatin miêu tả khoa học năm 2000.